# Iglesia de San Miguel (Armilla)
La iglesia parroquial de San Miguel es una iglesia de la ciudad española de Armilla, en Granada.

## Historia
Su fundación data del periodo posterior a la Reconquista de Granada por los Reyes Católicos. Era un edificio mudéjar, muy humilde, que a finales del siglo XVIII fue profundamente reformado en estilo neoclásico.

## Descripción
De planta rectangular, siguiendo el esquema típico mudéjar de planta de cajón, con una sola nave, con ornamentos neoclásicos, pero armadura mudéjar. Seis capillas se sitúan en los laterales de esta nave. Dispone de dos puertas de acceso, la principal, que da a la calle de San Miguel, que usualmente se halla cerrada, y otra lateral, a la que se llega por el patio de la calle Real.